# Бертолле, Клод Луи
Клод Луи Бертолле́ (фр. Claude Louis Berthollet; 9 декабря 1748, Таллуар (Савойя) — 6 ноября 1822, Аркёй) — французский химик.
Член Парижской академии наук (1780), Лондонского королевского общества (1789).

## Биография
Клод Луи Бертолле окончил Туринский университет и в 1770 году получил степень доктора медицины.
В 1770—1783 годах — практикующий врач и аптекарь. С 1772 года практиковал в Париже, где приобрёл некоторую известность и стал лейб-медиком при дворе герцога Орлеанского. Одновременно занимался изучением естественных наук и исследованиями в области химии, организацией химических и металлургических производств.
С 1780 года — член Парижской Академии наук. В 1784 году Бертолле получил должность правительственного инспектора государственных красильных фабрик. В 1789 году он выступил соучредителем журнала Анналы химии и физики. В 1792 году был назначен главным смотрителем монетного дела. В 1794 году Бертолле стал профессором Высшей нормальной школы и Политехнической школы в Париже.
В период Революции и Империи Бертолле много занимался вопросами, связанными с национальной обороной. В 1798—1799 годах в качестве научного консультанта Наполеона Бонапарта принимал участие в Египетском походе. 24 декабря 1799 года стал сенатором, 4 января 1803 года — сенаторери[неизвестный термин] в Монпелье.
В 1807 году Бертолле оставил официальную службу и поселился в парижском предместье Аркёй, где основал своеобразное научное общество, просуществовавшее 10 лет (1807—1817). В состав общества входило небольшое число выдающихся учёных Франции (П.-С. Лаплас, А. Гумбольдт, Ж. Л. Гей-Люссак и др.); общество регулярно собиралось под председательством Бертолле или Лапласа и обсуждало различные научные проблемы. «Мемуары Аркёйского общества» получили широкую известность в учёном мире.
26 марта 1820 года, в доме Клода Луи Бертолле в коммуне Аркёй, умер гостивший у него друг и коллега Сэр Чарльз Брайан Блэгден.
В отличие от многих своих коллег — современников и деятелей эпохи Французской революции, Бертолле избежал опалы после падения Наполеона и реставрации Бурбонов; он даже получил от Людовика XVIII титул пэра Франции. В последние годы жизни Бертолле полностью отошёл от научной работы из-за тяжёлой болезни.

## Научная работа
Основные исследования Бертолле относятся к неорганической химии, химии растворов и сплавов. Он установил состав аммиака (1785), болотного газа (1786), синильной кислоты (1786), сероводорода (1788). Открыл соли хлорноватистой и хлорноватой кислот (1786), в частности, хлорат калия («бертолетова соль»); открыл (1788) нитрид серебра («бертолетово гремучее серебро»). В 1787 году Бертолле описал метод окислительно-восстановительного титрования. Занимался также прикладной химией (например, крашением ткани); первым применил хлор для отбеливания бумаги и тканей.
Как все современники, Бертолле начинал научную деятельность, опираясь на теорию флогистона; после 1785 года перешёл на позиции кислородной теории. В 1786—1787 годах он вместе с А. Л. Лавуазье, Л. Б. Гитоном де Морво и А. Ф. Фуркруа разработал новую химическую номенклатуру и классификацию тел. Совместно с Лавуазье и другими учёными основал (1789) журнал «Annales de chimie».
На основании наблюдений за процессами выпадения осадков из растворов Бертолле пришёл к выводу о зависимости направления реакций и состава образующихся соединений от массы реагентов и условий протекания реакций. Эти взгляды он высказал в своем «Опыте химической статики» (1803), в котором утверждал, что элементы могут соединяться друг с другом в любых пропорциях в зависимости от массы реагирующих веществ. По вопросу о непостоянстве состава соединений и изменчивости сил химического сродства Бертолле вёл длительную полемику с Ж. Л. Прустом.
В начале XIX века эта дискуссия завершилась в пользу Пруста, и закон постоянства состава получил признание большинства химиков. Однако в начале XX века Н. С. Курнаков открыл существование предвиденных Бертолле химических индивидуальных веществ переменного состава, которые в память Бертолле назвал бертоллидами. Это открытие разрешило противоречие между казавшимися несовместимыми взглядами Бертолле и Пруста на состав тел.

## В честь Бертолле
В честь Клода Луи Бертолле назван род южноамериканских растений Бертолетия (Bertholletia), к которому относится широко известный вид Бертолетия высокая (Bertholletia excelsa), или Бразильский орех. Открытый им хлорат калия традиционно носит имя бертолетова соль.

## Титулы

Герб графа.

- Герб графа.Граф Бертолле и Империи (фр. comte Berthollet et de l'Empire; декрет от 19 марта 1808 года, патент подтверждён 26 апреля 1808 года в Байонне)[7].

## Награды
Легионер ордена Почётного легиона (2 октября 1803 года)
 Великий офицер ордена Почётного легиона (14 июня 1804 года)